# یاتسکووسکیه
یاتسکووسکیه (به لاتین: Jackowskie) یک روستا در لهستان است که در گمینا اوسترووک (استان ووتسکی) واقع شده‌است. یاتسکووسکیه ۲۰ نفر جمعیت دارد.